# مخزن خارجی شاتل فضایی
مخزن خارجی شاتل فضایی (به انگلیسی: ET: External Tank) محل نگهداری سوخت هیدروژن و اکسیدکنندهٔ اکسیژن مایع فشرده مورد نیاز موتور اصلی شاتل فضایی هنگام پرتاب و عبور از جو زمین بود. مخزن‌های خارجی شاتل از سه بخش مخزن هیدروژن مایع، مخزن میانی و مخزن اکسیژن مایع تشکیل می‌شدند. پس از خاموش شدن موتورهای شاتل، این مخزن از مدارگرد جدا و وارد هواکره می‌شد و باقی‌مانده‌های آن در اقیانوس می‌افتادند، ولی برای استفادهٔ دوباره بازیابی و تعمیر نمی‌شدند. از این مخزن همچنین به عنوان شالودهٔ اصلی سیستم ماورایی شاتل هنگام پرتاب استفاده می‌شد، به‌طوری‌که مدارگرد (شاتل) و موشک‌های پیشرانه (بوستر) سوخت جامد بر روی آن سوار و از طریق آن به یکدیگر متصل می‌شدند. برای جلوگیری از داغ شدن و خرابی مخزن در طول عبور از جو لایهٔ محافظی از فوم روی آن پوشانیده می‌شده‌است. رنگ نارنجی آن هم به دلیل همین لایهٔ محافظ بود. سه موتور اصلی مدارگرد هنگام پرتاب و عبور از جو، حدود ۱۰۴ تُن هیدروژن را در حدود ۸٫۵ دقیقه مصرف می‌کردند؛ که این میزان سوخت و مادهٔ اکسیدکنندهٔ آن، همگی در مخزن خارجی ذخیره می‌شدند. این مخزن‌ها تا زمان استفاده از شاتل فضایی (مأموریت اس‌تی‌اس-۱۳۵) یکی از بخش‌های پروژهٔ شاتل‌های فضایی بودند و پس از بازنشستگی شاتل‌ها، استفاده از آن‌ها نیز پایان یافت.

## نسخه‌ها
ناسا برای کاهش وزن مخزن خارجی سال‌ها تلاش کرده بود. کاهش وزن مخزن خارجی، بر توان حمل بار شاتل می‌افزاید. مخزنهای خارجی در سه نسل با وزن‌های استاندارد، سبک و بسیار سبک مورد استفاده قرار گرفتند.

## مخزن‌های با وزن استاندارد
نسل اول مخزن خارجی اصلی به صورت غیررسمی به مخزن با وزن استاندارد معروف بود. برای دو مخزن نخستین مورد استفاده در اس‌تی‌اس-۱ و اس‌تی‌اس-۲، به منظور جلوگیری از تابش نور فرابنفش به مخزن در زمان ایستادن آن در سکو، از رنگ سفید استفاده شد.
از آنجا که کاهش وزن در اولویت اول لاکهید مارتین بود، آن‌ها از اس‌تی‌اس-۳ به بعد این مخزن‌ها را رنگ نکردند و همین باعث کاهش ۲۷۲ کیلوگرم (۶۰۰ پوند) وزن شد.
از اس‌تی‌اس-۴ به بعد لولهٔ ضد فوران نیز از مخزن حذف شد، تا باز هم وزن این مخازن کاهش یابد. این خط در کنار خط انتقال اکسیژن مایع بود و راهی برای به جریان آوردن اکسیژن مایع به وجود می‌آورد. این کار از جمع شدن گاز اکسیژن، هنگام پر کردن مخزن اکسیژن مایع جلوگیری می‌کرد. پس از بررسی داده‌های مربوط به پر کردن مخزن با مواد سوختی و آزمایش‌هایی که روی زمین انجام شد، این لولهٔ اضافی از سیستم مخزن خارجی حذف شد اما طول و قطر مخزن بدون تغییر باقی ماند. آخرین مخزن استاندارد، در پرواز اس‌تی‌اس-۷ با وزنی بالغ بر ۳۵٬۰۰۰ کیلوگرم (۷۷٬۰۰۰ پوند) استفاده شد.

## مخزن سبک
از ابتدای مأموریت اس‌تی‌اس-۶ نسل مخزن سبک (ال‌دبلیوتی) معرفی شد. این نسل از مخزن برای بیشتر مأموریت‌های فضایی شاتل‌ها استفاده شد، که آخرین بار آن در مأموریت بی سرانجام اس‌تی‌اس-۱۰۷ بود. این مأموریت به نابودی مدارگرد کلمبیا انجامید. وزن این نوع مخزن‌ها نابرابر و در حدود ۳۰٬۰۰۰ کیلوگرم (۶۶٬۰۰۰ پوند) بود.
کاهش وزن با حذف تعدادی از حلقه‌ها و تیرهای تقویتی همراه بود، که در طول مخزن هیدروژن مایع برای استحکام بیشتر استفاده می‌شدند. همچنین از آلیاژهای جدیدتری برای بخش‌های گوناگون مخزن استفاده شد، تا ضخامت نقاط مختلف آن را کاهش دهند. در عین حال استفاده از آلیاژ مناسب‌تری از تیتانیوم برای بست‌ها، سبب کاهش وزن و در عین حال مستحکم‌تر شدن رابط‌های میان مخزن خارجی و موشک‌های پیشرانه سوخت جامد شد.

## مخزن بسیار سبک
پس از مأموریت اس‌تی‌اس-۹۱ نسل جدیدی از این مخزن به نام مخزن بسیار سبک ارائه شد، که وزن آن ۷٬۵۰۰ پوند (۳٬۴۰۰ کیلوگرم)کمتر از نسلهای قبلی بود.
این کاهش وزن با انجام طراحی جدید با ولدالیت، آلیاژی از آلومینیوم و لیتیوم (آلیاژ ۲۱۹۵) انجام شده‌است. این آلیاژ ۳۰٪ مستحکم‌تر بود و ۵٪ چگالی کمتری نسبت به آلیاژ استفاده شده در نسلهای قبلی داشت. هر کیلو کاهش وزن از مخزن خارجی تقریباً باعث ایجاد همان میزان ظرفیت حمل بار در انبار مدارگرد می‌شد. مخزن بسیار سبک در تمامی مأموریت‌های شاتل‌های فضایی از اس‌تی‌اس-۹۱ به بعد جز (اس‌تی‌اس-۱۰۷ و اس‌تی‌اس-۹۹) استفاده شد.

## ساختار

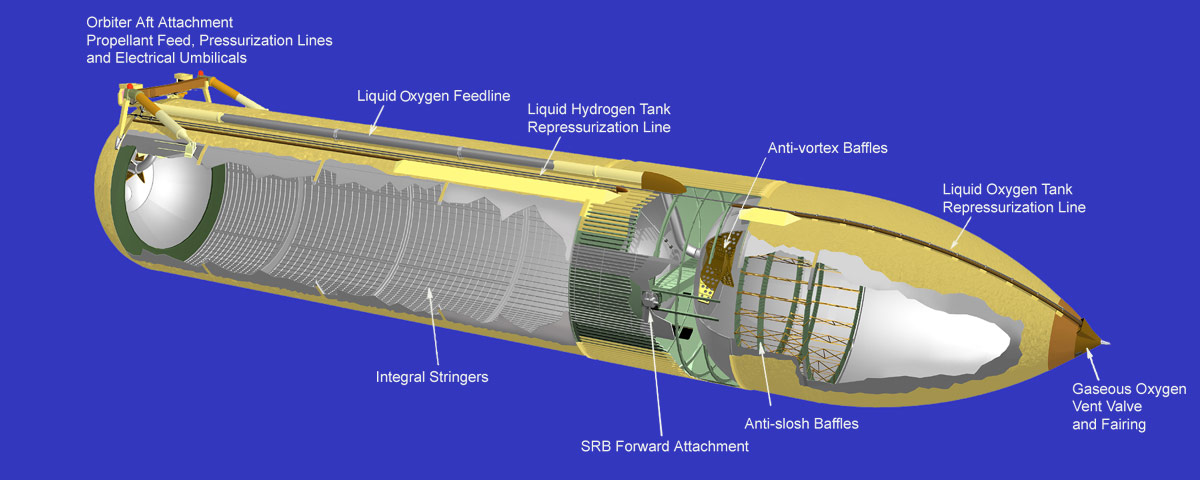
ساختار مخزن خارجی

مخزن خارجی، بزرگ‌ترین و سنگین‌تر قسمت شاتل بود. این مخزن از سه تکهٔ به هم پیوسته تشکیل شده‌بود، مخزن اکسیژن مایع که در بالا قرار داشت، مخزن میانی که تجهیزات الکترونیکی، الکتریکی و کنترلی در آن قرار می‌گرفتند و مخزن هیدروژن مایع که در پایین مخزن خارجی داده شده بود. مخزن خارجی شاتل طولی بالغ بر ۱۵۳٫۸ فوت (۴۶٫۹ متر) داشت و قطر آن ۲۷٫۶ فوت (۸٫۴ متر) بود.
وزن خالی آن از ۶۶٬۰۰۰ پوند (۳۰٬۰۰۰ کیلوگرم) تا ۷۷٬۰۰۰ پوند (۳۵٬۰۰۰ کیلوگرم) بود. مخزن‌های نسل اول فقط از یک نوع آلیاژ آلومینیوم (آلیاژ ۲۲۱۹) تولید شده بودند. پس از مأموریت اس‌تی‌اس-۹۱ نوع جدیدی از این مخزن به نام مخزن بسیار سبک ارائه شد، که وزن آن ۷٬۵۰۰ پوند (۳٬۴۰۰ کیلوگرم)کمتر از نسلهای قبلی بود.
مخزن خارجی از سه نقطه به مدارگرد (شاتل) متصل می‌شد، یک اتصال در بالای مدارگرد و دو محل اتصال در پایین آن. در محل اتصال پایین، دریچه‌هایی وجود داشت که برای انتقال مواد سوختی استفاده می‌شدند. سیم‌های رابط مدارگرد و موشک‌های پیشرانه سوخت جامد نیز از این دریچه‌ها عبور می‌کنند. بدنه این مخزن از مواد مقاوم در برابر حرارت (فوم) پوشانده می‌شد.

## مخزن اکسیژن مایع

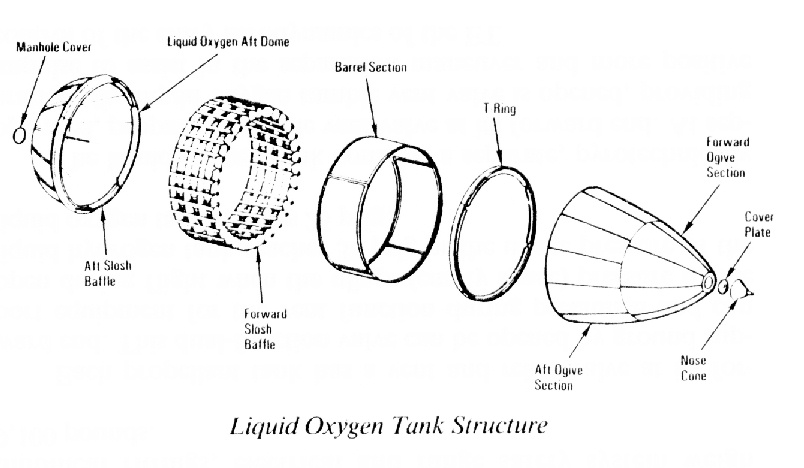
مخزن اکسیژن مایع

این مخزن از حلقه‌های آلیاژی آلومینیوم، که به یکدیگر جوش داده می‌شدند، تشکیل می‌شده‌است. این سیستم تحت فشار ۲۰ پوند بر اینچ مربع (۱۴۰ کیلوپاسکال) تا ۲۲ پوند بر اینچ مربع (۱۵۰ کیلوپاسکال) کار می‌کرد. در مخزن از ابزارهای ضد تکانش و ضد هم خودن برای جلوگیری از رسوب یا بخار شدن اکسیژن مایع استفاده می‌شده‌است. این مخزن با لوله‌ای به قطر ۱۷ اینچ (۴۳ سانتیمتر) به مخزن میانی متصل می‌شد. این لوله پس از گذر از مخزن میانی از طریق دریچه خروجی پایین به مدارگرد وصل شده و اکسیژن مایع را به مداگرد می‌رساند. لولهٔ مورد نظر توانایی عبور دادن ۲٬۷۸۷ پوند (۱٬۲۶۴ کیلوگرم) اکسیژن مایع در ثانیه را هنگامی که موتورهای اصلی در بالاترین سطح کارایی بودند، داشت. نوک دولایهٔ این مخزن گرمای اضافی و لختی را کاهش می‌داد. در این قسمت تا اس‌تی‌اس-۹ سیستم اطلاعات هوا برای پرتاب قرار داشت. در عین حال مخزن اکسیژن به خاطر داشتن نوک تیز، برقگیر سیستم شاتل فضایی نیز بود. حجم این مخزن حدود ۱۹٬۵۶۳ فوت مکعب (۵۵۴٫۰ متر مکعب) بود. قطر آن ۳۳۱ اینچ (۸٫۴ متر)، طول آن ۵۹۲ اینچ (۱۵٫۰ متر) و وزن خالی آن ۱۲٬۰۰۰ پوند (۵٬۴۰۰ کیلوگرم) بود.

## مخزن میانی

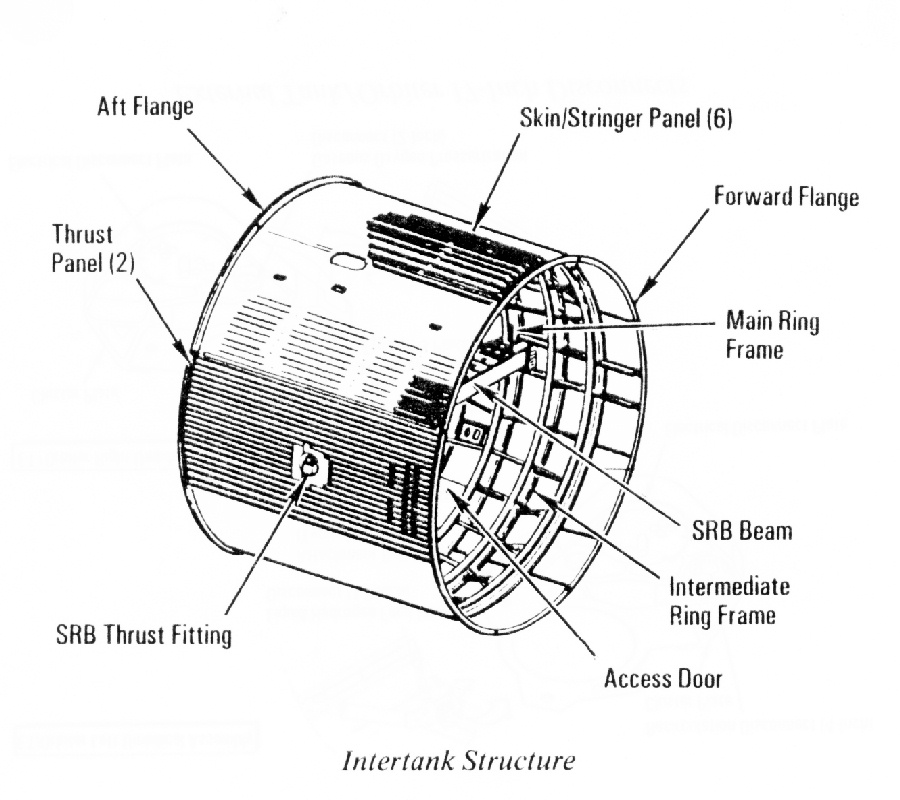
مخزن میانی

مخزن میانی یک ساختار استوانه‌ای بود، که بیشتر آن از آلیاژ آلومینیوم و فولاد ساخته می‌شده‌است. این مخزن از پوسته، میله‌های محکم‌کننده و صفحه‌های ماشینکاری شده از آلیاژ آلومینیوم و به صورت هم‌پیوسته تشکیل می‌شده‌است. در بالا و پایین این مخزن فلنج‌هایی وجود داشت، که برای اتصال آن به دو مخزن هیدروژن و اکسیژن مایع استفاده می‌شدند. این مخزن حاوی تمامی تجهیزات کنترلی مخزن خارجی و همچنین دارای دریچه‌ای برای خارج کردن بخارهای هیدروژن و گازهای سمی (در صورت وجود)، به خارج، در حین انجام عملیات روی زمین بود. این مخزن پیش از پرتاب از هوا خالی می‌شد. هم‌چنین برای حفظ تعادل، تکیه‌گاهی در داخل آن تعبیه شده بود. برای وصل شدن موشک‌های پیشرانه سوخت جامد، گیره‌هایی روی بدنهٔ آن نصب می‌شده‌اند. طول مخزن میانی ۲۷۰ اینچ (۶٫۹ متر)، قطر آن ۳۳۱ اینچ (۸٫۴ متر) و وزن خالی آن ۱۲٬۱۰۰ پوند (۵٬۵۰۰ کیلوگرم) بود. این مخزن با بازویی به همین نام روی سکوی پرتاب ۳۹ آ برای انجام تعمیرات یا تغییرات قبل از پرواز، در دسترس قرار می‌گیرد.

## مخزن هیدروژن مایع

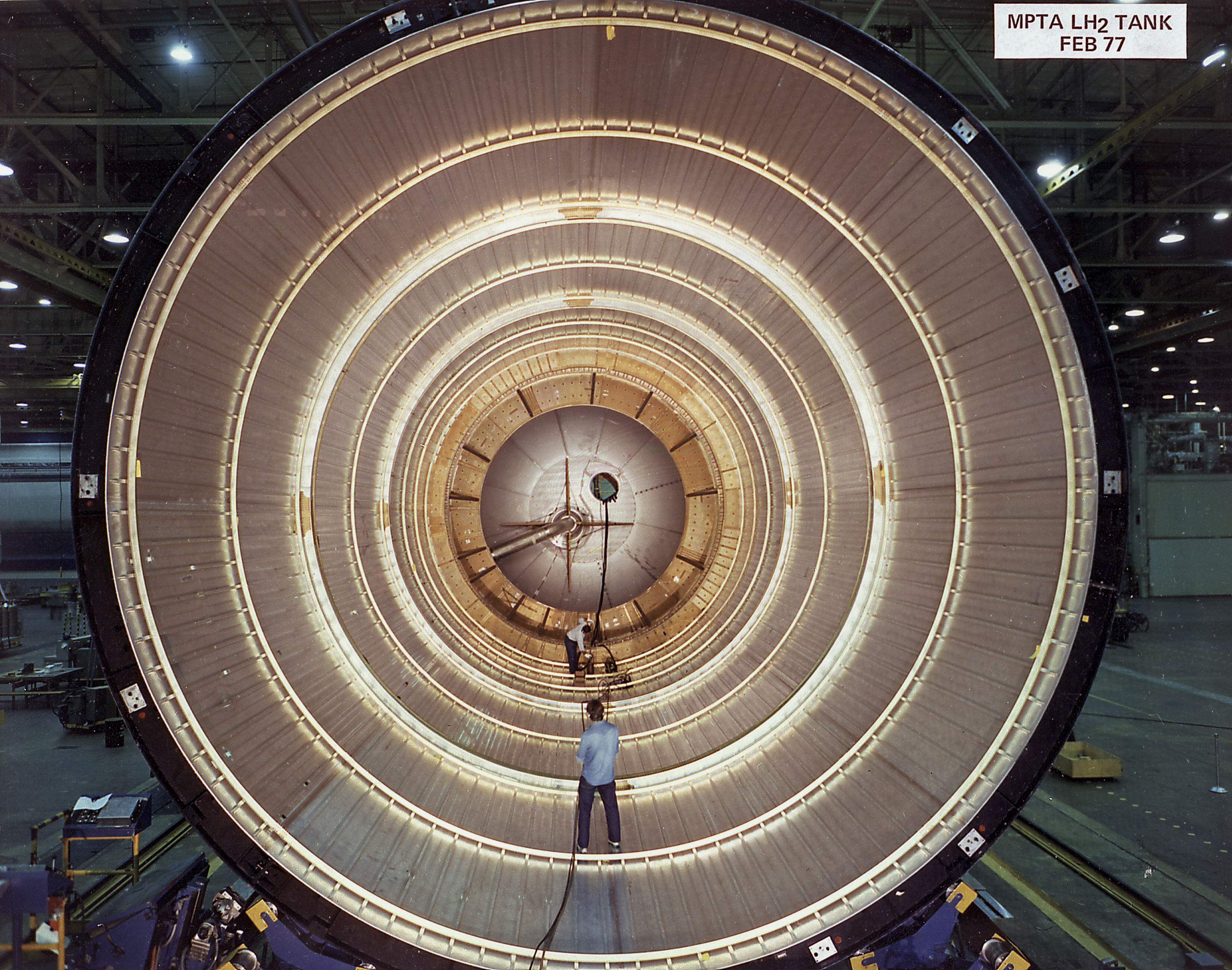
مخزن هیدروژن مایع

مخزن هیدروژن مایع از حلقه‌های آلومینیومی که با همجوشی، به هم متصل هستند، ساخته می‌شد. تعداد این حلقه‌ها پنج تا بود و پس از آن در قسمت پایین مخزن به یک قبه ختم می‌شدند. فشار موجود در این مخزن حدود ۲۰ پوند بر اینچ مربع (۱۴۰ کیلوپاسکال) بود. در آن سیستم‌های ضد تکانه و سیستم سیفون مانندی برای عبور دادن هیدروژن مایع به دریچه‌های پایین مخزن و سپس لولهٔ انتقال به مدارگرد، جاسازی شده‌بود. سرعت انتقال سوخت حدود ۴۶۵ پوند (۲۱۱ کیلوگرم) در ثانیه بود.
بالای این مخزن، نگهدارنده مدارگرد بالایی قرار داشت. در پایین آن ۲ گیرهٔ توپی شکل نگه‌دارندهٔ مدارگرد قرار داشت. در این قسمت موشک‌های پیشرانهٔ سوخت جامد نیز نصب می‌شدند. قطر این مخزن ۳۳۱ متر (۱٬۰۸۶ فوت)، و طول آن۱٬۱۶۰ متر (۳٬۸۱۰ فوت) بود. حجم کلی آن ۵۳٬۵۱۸ فوت مکعب (۱٬۵۱۵٫۵ متر مکعب) و وزنی در حدود ۲۹٬۰۰۰ پوند (۱۳٬۰۰۰ کیلوگرم) هنگام خالی بودن داشت.

## سیستم محافظ حرارتی

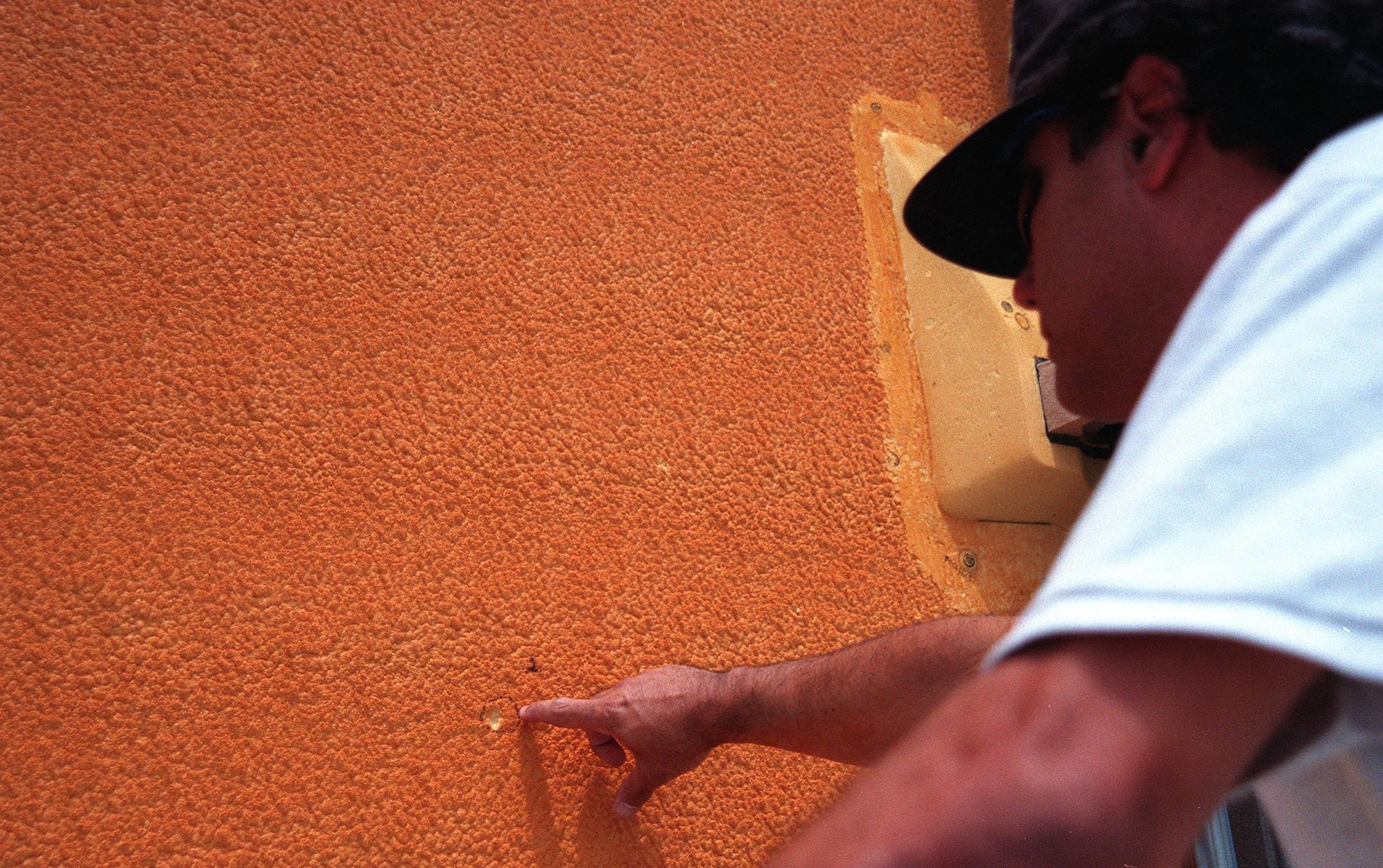
فوم عایق حرارت

سامانهٔ محافظ حرارتی یک روکش فوم مانند است. دلیل وجود آن جلوگیری از ذوب شدن گیره‌های فلزی رابط مخزن خارجی با دیگر اجزای شاتل و جلوگیری از بالا رفتن فشار داخل مخزن هیدروژن مایع بر اثر افزایش دما بود. فوم مورد استفاده نوعی پلی‌یورتان بود که از پنج ماده، ایزواکتان پلیمری، بازدارندهٔ شعله، مادَهٔ فعال سطحی، عامل دمنده (حباب ساز) و کاتالیزگر تشکیل می‌شد. نقش مادَهٔ فعال سطحی، گرفتن زبری‌های سطح و به وجود آوردن بستر مناسب برای تشکیل سلول‌های کف ایجادکننده فوم بود. عامل دمندهٔ اچ‌سی‌اف‌سی ۱۴۱-ب در تولید حباب‌های کف نقش اصلی را داشت. بیشتر عملیات پاشیدن کف روی بدنه توسط رایانه هدایت می‌شد؛ زیرا باید از ضخامت و وزن دقیق اطمینان حاصل می‌شد. این لایهٔ عایق حرارت وزنی بالغ بر ۴٬۸۲۳ پوند (۲٬۱۸۸ کیلوگرم) داشت.

## سخت‌افزارهای به‌کارگرفته‌شده
این قسمت شامل تمامی شیرهای باز و بسته کردن، سیستم‌های هشداردهنده می‌شد. وزن آن‌ها حدود ۹٬۱۰۰ پوند (۴٬۱۰۰ کیلوگرم) بود. هر منبع سوخت (اکسیژن و هیدروژن) دارای دو شیر بود. شیر اصلی برای پر کردن و شیر اطمینان در بالای مخزن. فشار فضای خالی در مخزن اکسیژن مایع به ۲۵ پوند بر اینچ مربع (۱۷۰ کیلوپاسکال) و در مخزن هیدروژن مایع به ۳۸ پوند بر اینچ مربع (۲۶۰ کیلوپاسکال) می‌رسید. مخزن اکسیژن مایع دارای یک دریچهٔ جدا در بالای خود بود، که در زمان جدا شدن مخزن خارجی از مدارگرد باز شده و با نیرویی که وارد می‌کرد، باعث مانور آسان‌تر برای مدارگرد و جداسازی آسان‌تر مخزن خارجی از آن می‌شد.

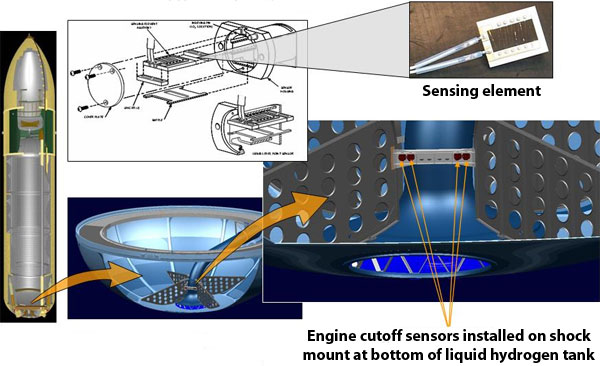
حسگر سنجش میزان هیدروژن مایع

هشت حسگر سنجش سوخت و اکسیدکننده وجود داشتند، که چهار حسگر سوخت برای هیدروژن مایع و چهار حسگر باقی‌مانده برای اکسیدکننده استفاده می‌شدند. حسگرهای هیدروژن مایع در پایین مخزن قرار می‌گرفتند. حسگرهای اکسیدکننده در مسیر اصلی ورود اکسیژن مایع به مدارگرد تعبیه شده بودند. هنگام سوزاندن هیدروژن در سه موتور اصلی مدارگرد، رایانه‌های کلی مدارگرد در هر لحظه وزن شاتل را برای یافتن میزان سوخت سوزانده شده، اندازه‌گیری می‌کردند. معمولاً موتورهای اصلی، در زمان رسیدن به وزن معینی خاموش می‌شدند، البته اگر هر یک از حسگرهای سوخت یا اکسیدکننده خشک می‌شدند، موتورها به صورت خودکار از کار می‌افتادند. با توجه به محل قرار گرفتن حسگرهای اکسیدکننده، این امکان برای مدارگرد وجود داشت که اکسیدکننده را تا آخر مصرف کند. علت این بود که قبل از اینکه پمپ اکسیژن خشک شود، باید موتورهای مدارگرد خاموش می‌شدند. بدین منظور همیشه مقداری بیش از نیاز از هیدروژن مایع حدود ۱٬۱۰۰ پوند (۵۰۰ کیلوگرم) بارگیری می‌شد تا حسگر سوخت باعث خاموش شدن موتور نشود. خاموش شدن موتور در حالتی که هنوز اکسیژن مایع در آن قرار داشت، باعث صدمات و فرسایش قطعات مختلف آن می‌شد.
صفحه‌های دریچه بر روی مخزن خارجی به صفحه‌های همانند خود روی مدارگرد متصل می‌شدند. این کار به قرار گرفتن دریچه‌ها در برابر یکدیگر کمک می‌کرد. پنج دریچه برای انتقال سوخت به مدارگرد وجود داشت که ۲ تای آن‌ها مربوط به اکسیژن و سه‌تای دیگر مربوط به هیدروژن بودند. از دو دریچهٔ اکسیژن یکی برای اکسیژن مایع و دیگری برای گاز بود. از دریچه‌های هیدروژن نیز دو تا مربوط به هیدروژن مایع و یکی مربوط به گاز بود. در عین حال دو دریچهٔ دیگر هم برای عبور سیم‌های برق به مخزن اصلی و موشک‌های سوخت جامد و آوردن اطلاعات مورد نیاز از این دو به مدارگرد بر روی بدنهٔ مخزن اصلی ایجاد شده‌اند.
هنگامی که شاتل روی سکوی پرتاب قرار داشت، بر روی مخزن اکسیژن مایع یک در پوش محافظ قرار داشت، که تا دو دقیقه قبل از پرتاب در جای خود ثابت بود. این درپوش به منظور جمع‌آوری بخارهای اکسیژن موجود در محل برای جلوگیری از یخ زدن مخزن اصلی انجام می‌گرفت.

## دیگر امکانات

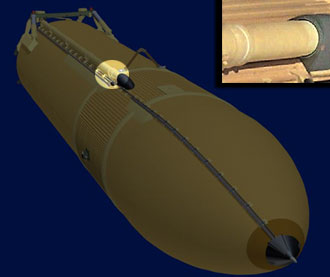
لولهٔ انتقال

بر روی دیوارهٔ کناری مخزن، لوله‌ای از مخزن اکسیژن مایع به پایین قرار داده شده‌بود، که از در پایین به وسیلهٔ دریچه‌ای به مدارگرد متصل می‌شد. وظیفهٔ این لوله انتقال اکسیژن مایع به موتورهای اصلی مدارگرد بود. با توجه به اینکه مخزن خارجی در حین پر شدن و پرواز منقبض و منبسط می‌شد، لازم بود این لوله نیز همراه مخزن جابه‌جا شود، که برای اینکار روی مخزن بست‌هایی با قابلیت جابه‌جایی محدود تعبیه شده‌بودند.

## کاربردهای دیگر

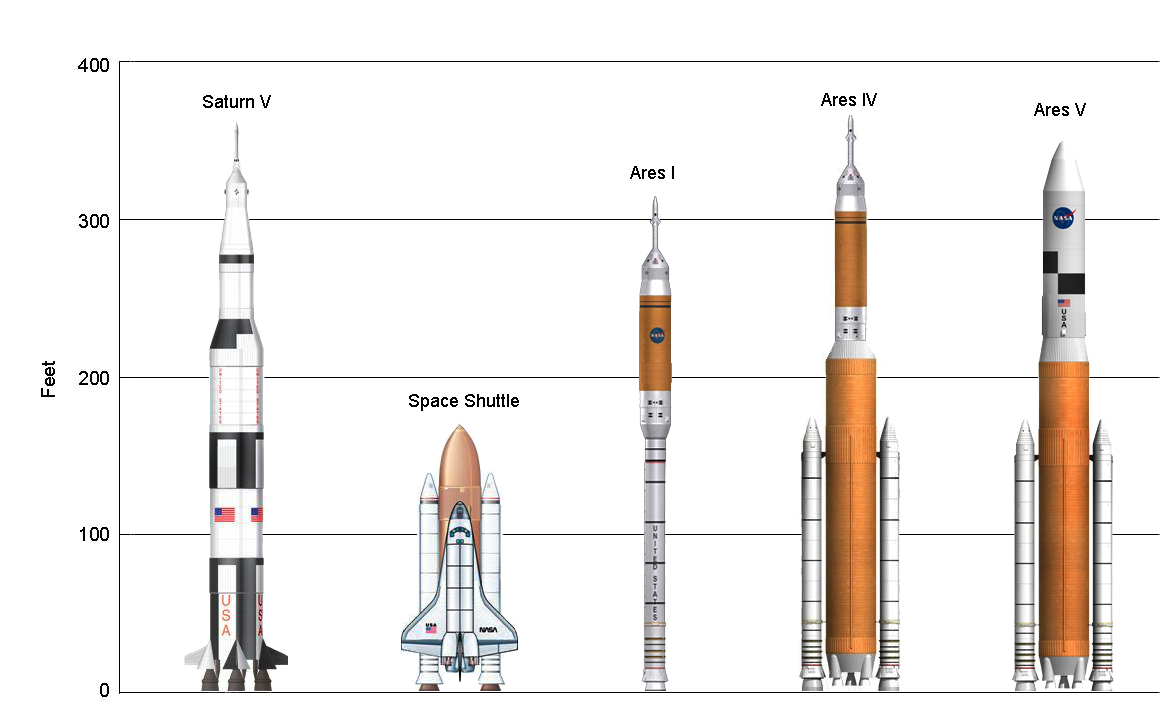
موشک آرس که طرح بعدی ناسا برای جایگزینی شاتل‌ها می‌باشد. قسمت نارنجی رنگ مخزن خارجی است، که در این موشک نیز به کار برده خواهد شد. این طرح مقایسهٔ این ابزارهای فضایی با یکدیگر است.

با توجه به این‌که این مخزن‌ها برای استفادهٔ دوباره بازیافت نمی‌شدند، شرکت‌هایی به ناسا این پیشنهاد را داده‌بودند، که این مخازن را به کرهٔ ماه منتقل کرده و از آن‌ها به عنوان یک آزمایشگاه یا پایگاه فضایی استفاده کنند. طرح دیگر، که با توجه به اینکه جسمی با این وزن و حجم تقریباً از جو خارج شده و انرژی زیادی که برای این کار صرف می‌شود، ارائه شد، این بود که از این مخازن در ساخت ایستگاه فضایی استفاده شود. البته این طرح‌ها تاکنون عملی نشده‌اند.
در حال حاضر ناسا دو عدد از مخزن‌های بازمانده از مأموریت‌های قبلی را برای انجام آزمایش‌های موشک‌های جایگزین شاتل‌ها در مرکز میچود نگه داشته‌است.

## سازنده

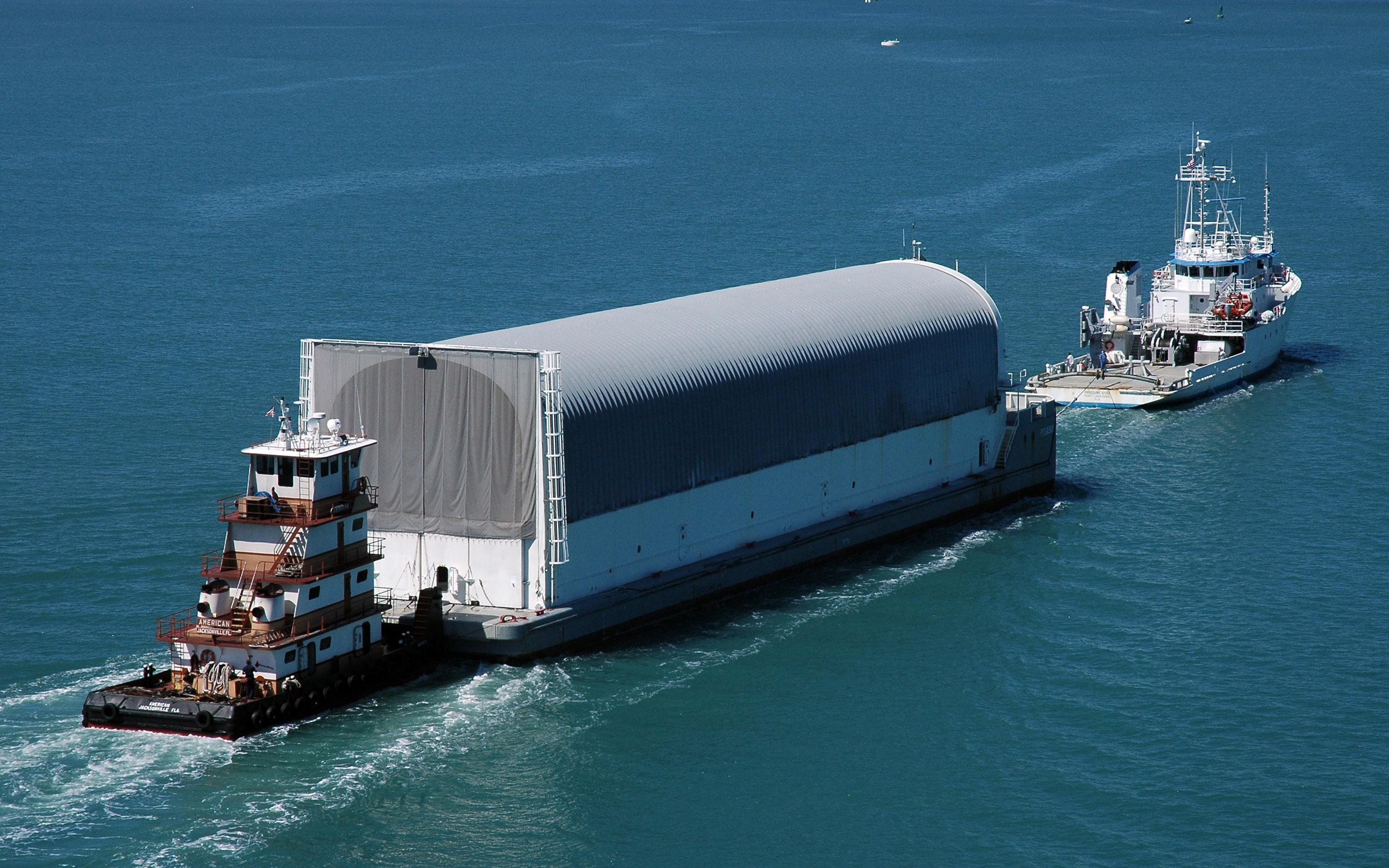
انتقال مخزن خارجی به پایگاه فضایی کندی

سازندهٔ این مخازن شرکت لاکهید مارتین است. قسمت سیستم‌های فضایی این شرکت، در سال ۱۹۷۳ برندهٔ قرارداد این مخزن شد و از آن زمان تاکنون به تولید می‌پردازد. کارخانهٔ تولید در مرکز مونتاژ میچود ناسا در نیواورلئان، آمریکا قرار دارد. پس از تولید، این مخزن‌ها توسط کشتی به پایگاه فضایی کندی منتقل می‌شوند.
روند تولید این مخزن‌ها در سال ۲۰۰۵ و بعد از طوفان کاترینا با توجه به خسارت‌های وارده به نیواورلئان با مشکل روبه‌رو شد. ناسا خواستار جابه‌جایی این مرکز شد، که بعد از بررسی، این تصمیم اجرا نشد. خسارت وارده به این مرکز در حدود ۱ میلیارد دلار بوده‌است.

## حوادث
در این مخزن سیستم‌های حفاظتی متعددی تعبیه شده‌است. از این سیستم‌ها می‌توان به سیستم ایمنی محدوده اشاره کرد که شامل باطری، فرستنده و گیرنده و آنتن‌های مخصوص برای ارتباط است.
پارامترهای مختلفی از وضعیت مخزن روی داشبورد مدارگرد و همچنین رایانه‌های مرکز کنترل در تگزاس و کیپ کاناورال به نمایش گذاشته می‌شوند. این سیستم‌های حفاظتی توسط شرکت موتورلا در آریزونا طراحی، ساخته و پشتیبانی می‌شوند.
سهمگین‌ترین حادثه که در آن مخزن خارجی نیز دخیل بوده‌است، حادثهٔ چلنجر است. در این حادثه شاتل چلنجر دقیقه‌ای بعد از پرتاب در آسمان منفجر شد و تمامی سرنشینان آن را به کام مرگ و خود مدارگرد را نیز از بین برد. در این حادثه، نشتی از یکی از اورینگهای موشک سوخت جامد سمت راست منجر به آتش گرفتن قسمت پایینی مخزن خارجی که نگه‌دارندهٔ هیدروژن مایع و قسمت میانی که سیستم کنترل‌کنندهٔ مخزن در آن قرار داشت، شد و مخزن خارجی منفجر شد، که همین انفجار باعث جدا شدن دو موشک پیشرانه سوخت جامد و چند تکه شدن مدارگرد چلنجر شد. البته در بررسی‌ها مشخص شد که مخزن هیدروژن مایع نشتی نیز داشته‌است و همین نشتی انفجار را سرعت بخشیده‌است.

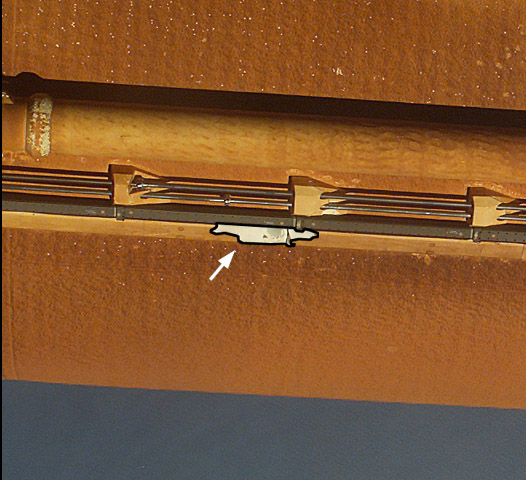
قسمت جدا شدهٔ لایهٔ عایق در مأموریت اس‌تی‌اس-۱۱۴

لایهٔ عایق حرارتی مخزن خارجی را می‌توان در حادثهٔ کلمبیا مقصر دانست. در هنگام پرتاب شاتل، قسمتی از این لایه به اندازهٔ یک توپ بسکتبال از مخزن جدا شده و به بال چپ مدارگرد کلمبیا برخورد می‌کند. این باعث ترک خوردن کاشی‌های عایق حرارت مدارگرد و نفوذ گازهای داغ به داخل هنگام بازگشت مدارگرد به زمین می‌شود. پس از این اتفاق مدارگرد منفجر شد و تمامی سرنشینان آن کشته شدند. در بررسی‌ها مشخص شد که در این مخزن خارجی از کف دهنده جدید ۱٬۱-دی‌کلرو-۱-فلورواتان(HCFC-141b) برای عایق‌بندی استفاده نشده‌بود.

## رویدادهای وابسته
- در دو مأموریت اول که با شاتل‌ها انجام شد، مخزن خارجی سفید رنگ می‌شد. با توجه به اندازهٔ مخزن و وزن رنگ استفاده شده، از اس‌تی‌اس-۳ به بعد دیگر این مخزن رنگ آمیزی نشد و به همان پوشش محافظ حرارت اکتفا شد.[۳۱]
- در ۱۵ ژوئیه ۲۰۱۰ ساخت آخرین مخزن خارجی که در اس‌تی‌اس-۱۳۲ استفاده شد، به پایان رسید. در این روز ناسا و لاکهیدمارتین از زحمات ۱۰۰۰ نفر پرسنل گذشته و حال مرکز میچود که در طول ۳۷ سال به تولید این مخازن اشتغال داشتند، تشکر کردند.[۳۲][۳۳]
- به علت شکایت‌های سازمان‌های زیست‌محیطی ناسا مجبور شد، از اوایل سال ۱۹۹۵ اچ‌سی‌اف‌سی را، جایگزین فوم محافظ حرارت سی‌اف‌سی ۱۱ که تخریب‌کنندهٔ لایه ازون بود، کند.[۳۰]
- با توجه به تغییر ماهیت مأموریت‌های فضایی ناسا، ساخت ۳ مخزن خارجی ادامه نیافت. این مخازن ای‌تی-۱۳۹ در آخرین مراحل ساخت، و ای‌تی-۱۴۰ و ای‌تی-۱۴۱ در نخستین مراحل ساخت بودند.[۳۴][۳۵]

## واژه‌نامه
1. ↑  Oxidizer
2. ↑  ET
3. ↑  Payload
4. ↑  Standard Weight Tank
5. ↑  anti-geyser line
6. ↑  lightweight ET (LWT)
7. ↑  stringers
8. ↑  Super Lightweight Tank (SLWT)
9. ↑  Liquid Oxygen Tank (LOX tank)
10. 1 2  Intertank
11. ↑  Liquid Hydrogen Tank (LH2 tank)
12. ↑  Umbilicals
13. ↑  air data system
14. ↑  flange
15. ↑  HCFC 141b
16. ↑  ullage pressure
17. ↑  (LOX) Feedline Bellows
18. ↑  Range Safety Syetem (RSS)
19. ↑  blowing agent